# Ruslan và Lyudmila (opera)

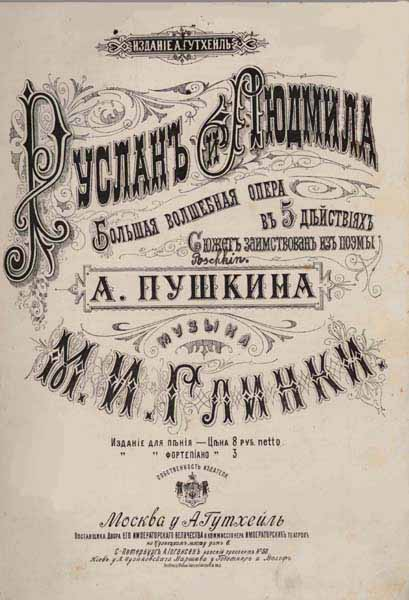

Ruslan và Lyudmila (tiếng Nga: Руслан и Людмила, đọc là Ruslan i Lyudmila) là vở opera 5 màn của nhà soạn nhạc người Nga Mikhail Glinka. Người viết lời cho tác phẩm là Valerian Shirkov và Nestor Kukolnik dựa theo tác phẩm cùng tên của Aleksandr Sergeyevich Pushkin. Glinka đã viết vở opera này vào các năm 1837-1842, tác phẩm được trình diễn lần đầu tiên tại Sankt Petersburg vào năm 1842.